# Птенец

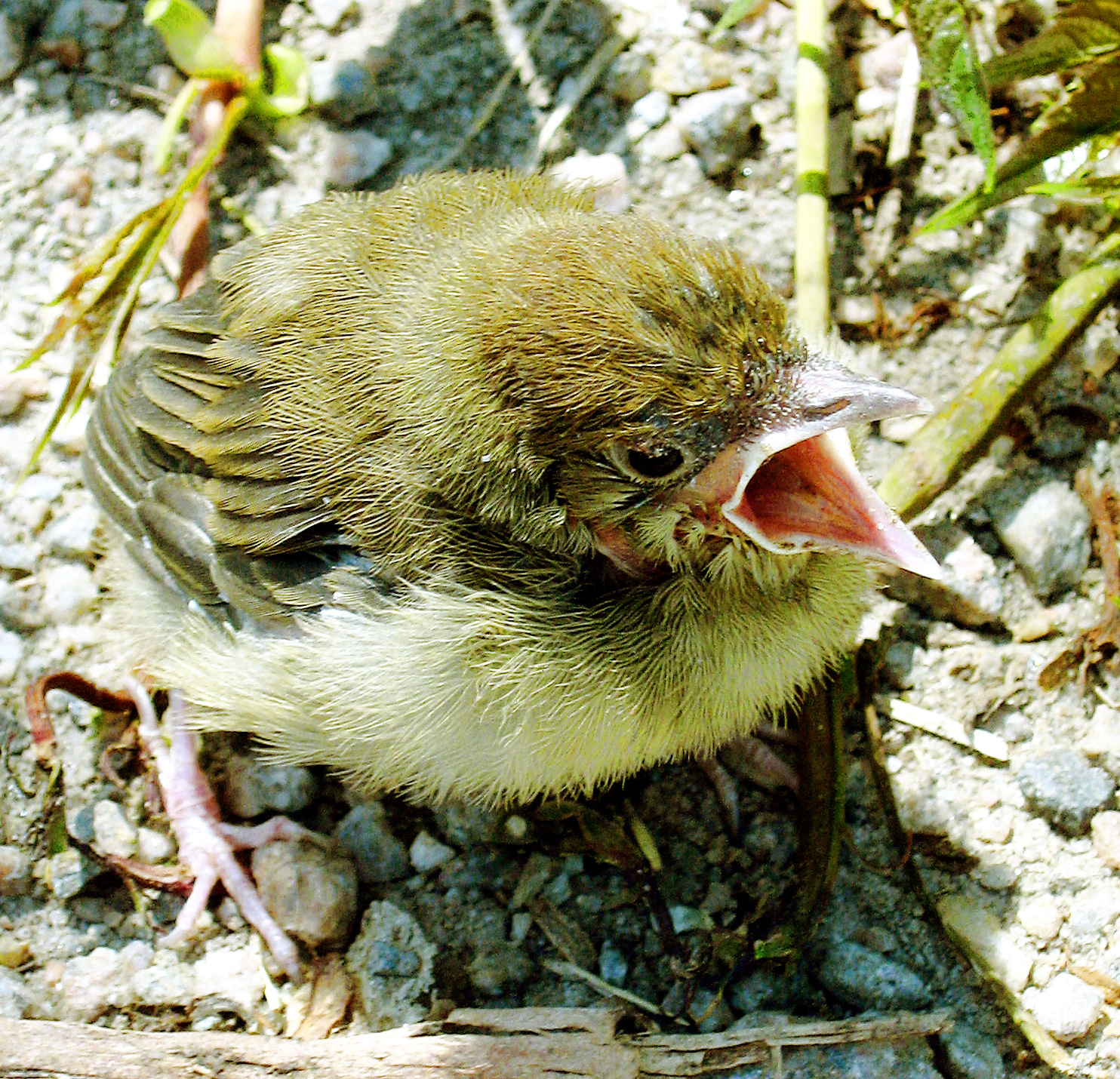
Птенец птицы из семейства воробьиных

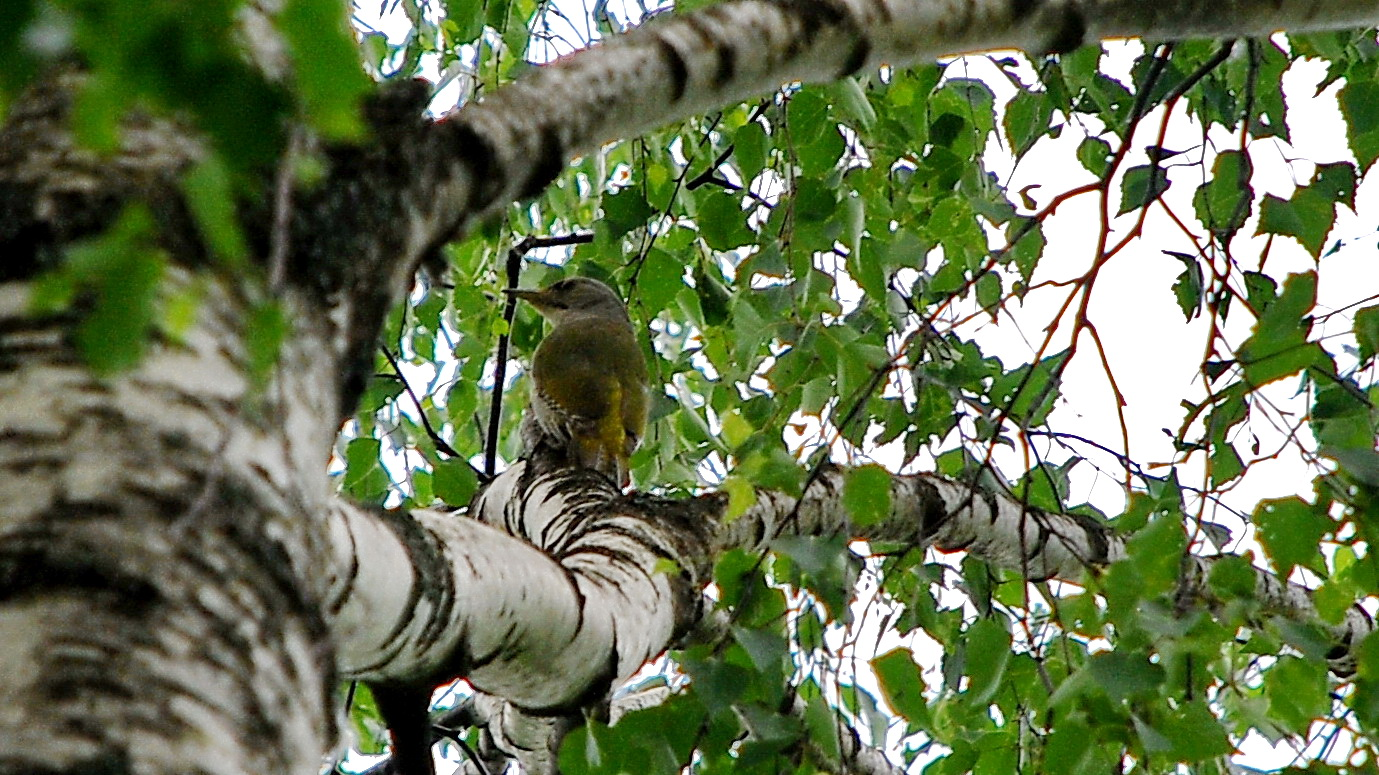
Птенец дятла

Птене́ц — в орнитологии название птичьего детёныша. Как и другие детёныши, птенцы отличаются неуклюжим телосложением, относительно крупной головой, крупным клювом и большими глазами (схема ребёнка).

## Оперение
У большинства птенцов в зависимости от вида или подвида весьма разнообразно окрашенный пуховый покров, образующийся ещё в яйце. С помощью специального острия на клюве птенец раскалывает скорлупу. В первые дни жизни птенцы ничего не едят, благодаря сытости за счёт яичных питательных веществ. Пух при появлении на свет покрыт тонким слоем кератина, который при высыхании птенца трескается и отпадает. Благодаря этому птенец обретает свой характерный пушистый вид, который однако долго не сохраняется. Смена пуха на первое оперение, происходящая в первых неделях жизни, придаёт птенцу несколько незаконченную, общипанную внешность. Так как сформировавшиеся до конца перья не растут вместе с птенцом, ему необходимы дальнейшие смены оперения.
Окраска первоначального пухового покрова часто отличается от окраски взрослой особи и, как правило, имеет маскировочную функцию. Заметная окраска у птенцов является исключением.
Молодых птенцов с жёлтым окрасом вокруг клюва в народе называют «желторотиками». В разговорной речи термин «желторотик» может означать молодого, неопытного, наивного человека.

## Поведение

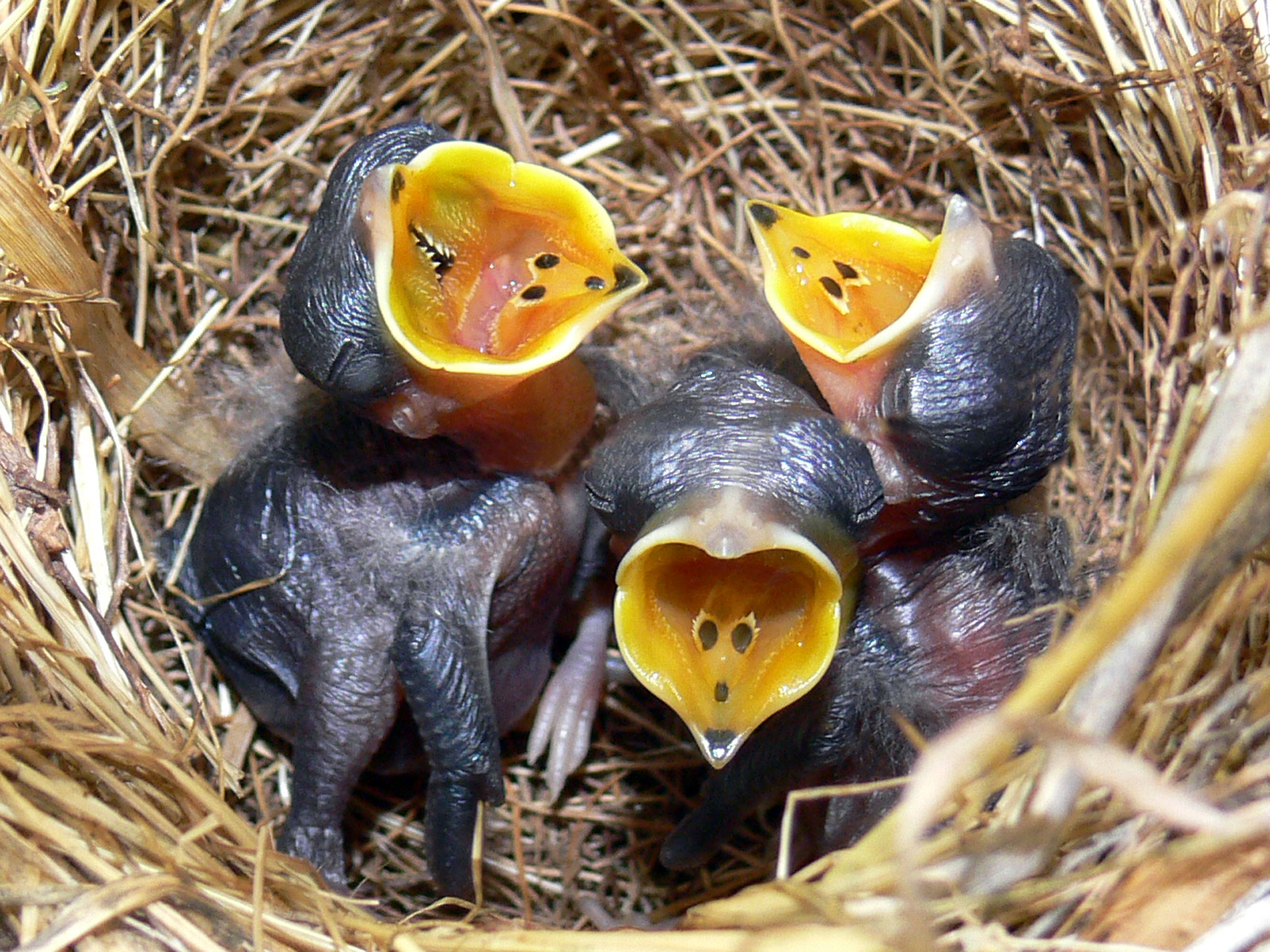
Птенцы степного конька (Anthus novaeseelandiae)

У птенцов как правило врождённый инстинкт принимать пищу из клюва родителей, давая о себе знать с помощью криков, характерных движений и широко раскрытого клюва.
Птенцы у выводковых птиц более самостоятельные, чем у птенцовых - вылупляются они опушёнными, зрячими и способными ходить и отыскивать корм (хотя ещё не способными к полёту), хотя они всё-таки сопровождаются своими родителями в целях защиты потомства, у водоплавающих птиц, например, у гусиных, птенцы рождаются способными к плаванию.